# Campionati europei di ciclocross - Gara femminile Elite
La gara femminile Elite è una delle prove disputate durante i Campionati europei di ciclocross. Aperta alle cicliste della categoria Elite, si svolge dalla prima edizione della rassegna, nel 2003.

## Albo d'oro
Aggiornato all'edizione 2023.
| Anno | Vincitrice                 | Seconda                    | Terza                    |
| ---- | -------------------------- | -------------------------- | ------------------------ |
| 2003 | Hanka Kupfernagel          | Marianne Vos               | Maryline Salvetat        |
| 2004 | Hanka Kupfernagel          | Maryline Salvetat          | Laurence Leboucher       |
| 2005 | Marianne Vos               | Daphny van den Brand       | Hanka Kupfernagel        |
| 2006 | Daphny van den Brand       | Hanka Kupfernagel          | Marianne Vos             |
| 2007 | Daphny van den Brand       | Maryline Salvetat          | Christel Ferrier-Bruneau |
| 2008 | Hanka Kupfernagel          | Maryline Salvetat          | Kateřina Nash            |
| 2009 | Marianne Vos               | Daphny van den Brand       | Helen Wyman              |
| 2010 | Daphny van den Brand       | Sanne van Paassen          | Helen Wyman              |
| 2011 | Daphny van den Brand       | Lucie Chainel              | Pauline Ferrand-Prévot   |
| 2012 | Helen Wyman                | Sanne van Paassen          | Nikki Harris             |
| 2013 | Helen Wyman                | Nikki Harris               | Lucie Chainel            |
| 2014 | Sanne Cant                 | Pavla Havlíková            | Nikki Harris             |
| 2015 | Sanne Cant                 | Jolien Verschueren         | Nikki Harris             |
| 2016 | Thalita de Jong            | Lucinda Brand              | Caroline Mani            |
| 2017 | Sanne Cant                 | Lucinda Brand              | Alice Maria Arzuffi      |
| 2018 | Annemarie Worst            | Marianne Vos               | Denise Betsema           |
| 2019 | Yara Kastelijn             | Eva Lechner                | Annemarie Worst          |
| 2020 | Ceylin del Carmen Alvarado | Annemarie Worst            | Lucinda Brand            |
| 2021 | Lucinda Brand              | Kata Blanka Vas            | Yara Kastelijn           |
| 2022 | Fem van Empel              | Ceylin del Carmen Alvarado | Kata Blanka Vas          |
| 2023 | Fem van Empel              | Ceylin del Carmen Alvarado | Sara Casasola            |

## Medagliere
| Pos.   | Nazione       | Oro | Argento | Bronzo | Totale |
| ------ | ------------- | --- | ------- | ------ | ------ |
| 1      | Paesi Bassi   | 13  | 11      | 5      | 29     |
| 2      | Germania      | 3   | 1       | 1      | 5      |
| 3      | Belgio        | 3   | 1       | 0      | 4      |
| 4      | Gran Bretagna | 2   | 1       | 5      | 8      |
| 5      | Francia       | 0   | 4       | 6      | 10     |
| 6      | Italia        | 0   | 1       | 2      | 3      |
| 7      | Rep. Ceca     | 0   | 1       | 1      | 2      |
| 7      | Ungheria      | 0   | 1       | 1      | 2      |
| Totale | Totale        | 21  | 21      | 21     | 63     |